# Mata Pequena
Mata Pequena é uma aldeia do Município de Mafra, notória pela sua arquitetura tradicional. Situa-se na encosta do Penedo do Lexim, perto de Cheleiros, freguesia à qual pertenceu antes da reforma administrativa de 2013. Encontra-se separada da aldeia da Mata Grande pela ribeira homónima, um afluente do rio de Cheleiros.